# Gaylord (Michigan)
Pour les articles homonymes, voir Gaylord.
Gaylord est une ville située dans l’État américain du Michigan. Elle est le siège du comté d'Otsego. Selon le recensement de 2000, sa population est de 3 681 habitants.
Gaylord est jumelée avec Pontresina, en Suisse.